# Hōjō Masako
Hōjō Masako (北条 政子), née en 1156 et morte le 16 août 1225, est le premier enfant de Hōjō Tokimasa par sa femme Hōjō no Maki, le premier shikken, ou régent, du shogunat Kamakura. C'est la sœur ainée de Hōjō Yoshitoki, et la femme de Minamoto no Yoritomo, le premier shogun de l'époque Kamakura, ainsi que la mère de Minamoto no Yoriie et Minamoto no Sanetomo, les deuxième et troisième shoguns.
Elle joua un rôle déterminant à la mort de son mari Yoritomo en permettant à son père, Tokimasa, de prendre le pouvoir effectif qui revenait à son fils Yoriie.
Le cratère vénusien Masako a été nommé en son honneur.